# کتر (کابالا)
| سِفیروت (درخت زندگی) در آئین کابالا              | سِفیروت (درخت زندگی) در آئین کابالا | سِفیروت (درخت زندگی) در آئین کابالا |
| ----------------------------------------------- | ---------------------------------- | ---------------------------------- |
| The Sefirot in Jewish Kabbalah                  |                                    |                                    |
| View the image description page for the diagram | کابالا                             | ن ب و                              |

کِتِر (به عبری: כֶּתֶר) بمعنی تاج٬ در درخت زندگی کابالا٬ بالاترین و اعلی‌ترین سفیروت محسوب می‌شود. مقام کتر آنچنان والا بوده که در زوهر پنهان‌ترین پنهان نامیده شده‌است و درک آن برای انسان ناممکن است. کتر بی‌رنگ و نامرئی است.

## توصیف
بنا بر بهیر: "ده گفتار چیست؟ نخستین تاج اعظم، پر برکت است نام او و مردم او.

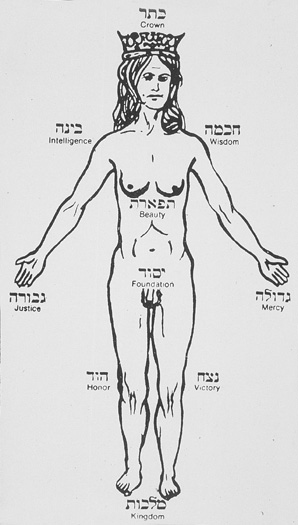
دنیای آدام کادمون با سفیروت کتر در ارتباط است.

بالاترین سفیروت تاج نام دارد و تاج بر روی سر قرار می‌گیرد از این رو سفیروت کتر بالاتر از ذهن بوده و برای ذهن قابل درک نیست. تمامی سفیروتهای دیگر مانند بدن انسان هستند که از ذهن شروع شده و به مرحله عمل می‌رسند؛ ولیکن تاج بر بالای سر قرار دارد و با پادشاهی در ارتباط است.
اولین سفیروت به معنی نیت عین سوف است و تمایل او برای ایجاد کردن می‌باشد؛ ولیکن با اینکه این سفیروت پتانسیل تمامی معانی را دارد ولیکن دارای معنی خاصی برای خود نیست و از این رو هیچ نامیده می‌شود.
نام خداوند که با سفیروت کتر مرتبط است احیه اشر احیه (عبری:אהיה אשר אהיה) نام دارد که نامی است که خداوند برای خود در زمانی که به موسی در بوته ظاهر شد آشکار کرد.

## در کابالای غیریهودی
در متون قبالایی فرشته‌ای که با سفیروت کتر مرتبط است متاترون نام دارد. در کتاب لیبر ۷۷۷ آلیستر کراولی کتر با چهار آس در ورقهای تاروت در ارتباط است.
در متون تئوسوفی کتر با پلوتو در ارتباط است.